# 自動駕駛

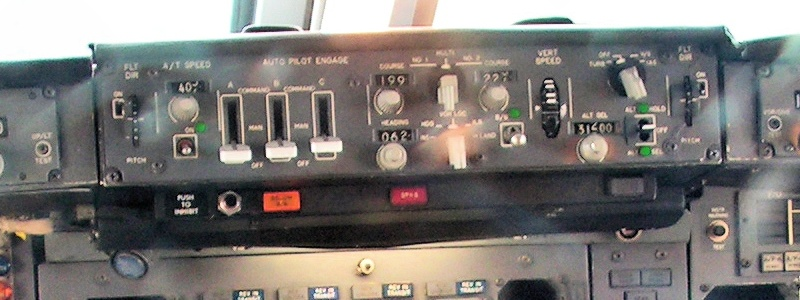
在波音747的駕駛艙裡的自動駕駛的儀表板（波音称之为MCP-Mode control panel）

自动驾驶仪（Autopilot）是一种用于控制飞机、船舶、航天器轨迹或鐵路列車等運具的系统，无需人工操作员持续手动控制。公路交通工具的自动驾驶车仍在研究開發中，尚未大規模商用。自动驾驶不会取代人工操作。相反，自动驾驶辅助人对運具的控制，使人能够专注于更多其他方面（例如监控轨迹、天气和机载系统），降低疲勞。
自动驾驶仪通常与自动油门 结合使用，自动油门是一种用于控制发动机动力的系统。
自动驾驶仪系统有时被口语化被称为 "乔治" （例如“我们会让乔治飞一会儿”）。该昵称的词源尚不清楚：有人声称它是对发明家乔治·德比森（George De Beeson）的引用，他在1930年代获得了自动驾驶仪的专利；另有說法称，第二次世界大战時英國皇家空軍的飞机，在法理上属于国王乔治六世，故名。